# ژیل روسه
ژیل روسه (فرانسوی: Gilles Rousset‎؛ زادهٔ ۲۲ اوت ۱۹۶۳) بازیکن سابق فوتبال اهل فرانسه است.
از باشگاه‌هایی که در آن بازی کرده‌است می‌توان به باشگاه فوتبال سوشو، باشگاه فوتبال رن، باشگاه فوتبال المپیک لیون، باشگاه فوتبال هارت آف میدلوتیان، و باشگاه فوتبال المپیک مارسی اشاره کرد.
وی همچنین در تیم ملی فوتبال فرانسه بازی کرده‌است.